# José Prego de Oliver
José Prego de Oliver o Joseph Prego d'Oliver (Manresa, 1750 - Cadis, 18??) fou un escriptor i polític espanyol que va complir funcions com a administrador de la duana de Montevideo, ciutat de la qual és considerat el primer poeta.

## Biografia
Va néixer a Manresa, al Principat de Catalunya, Espanya. Entre les labors polítiques que va exercir es troba la de governador polític i militar d'Alacant des de 1783, i de la plaça de Cadis des de 1786.
Fou designat administrador de la duana de Montevideo l'any 1795, càrrec que va començar a exercir el gener de 1797. Va ser un dels participants del cabildo obert del 21 de setembre de 1808 i va integrar la Junta de Montevideo.
Fou corresponsal del Telègraf Mercantil i va escriure quatre odes en les quals va relatar fets històrics en el qual les invasions angleses van tenir un rol preponderant. Va ser el primer a plasmar amb la seva ploma algunes de les formes col·loquials de la Banda Oriental en línies com "Y al pasar se le ocurrió / decirle riyendo Ché / el diluvio se acabó?" o "Callate que sos un zonzo".
Es va mantenir en el seu treball en la duana fins al final de la dominació espanyola de la Banda Oriental l'any 1814. Posteriorment va viatjar a Rio de Janeiro amb la seva família i a finals de 1816 es va traslladar a Espanya on va morir a Cadis en una data desconeguda.

## Obres
- A la reconquista de la capital de Buenos-Ayres por las tropas de mar y tierra, à las òrdenes del capitán de navio, Don Santiago Liniers el 12 de agosto de 1806 (Real Imprenta de Niños Expósitos. 1806)
- A la gloriosa memoria del Teniente de Fragata D. Agustin Abreu, muerto de resultas de las heridas que recibió en la acción del campo de Maldonado con los Ingleses el día 7 de noviembre de 1806 (Real Imprenta de Niños Expósitos. 1806)
- Al Sr. D. Santiago Liniers, brigadier de la real armada, y capitan general de las provincias del Rio de la Plata, por la gloriosa defensa de la capital de Buenosayres atacada de diez mil ingleses el 5 de julio de 1807 (Real Imprenta de Niños Expósitos. 1807)
- Montevideo: Tomada de asalto por los ingleses, después de 18 días de sitio, en la noche del 2 de febrero de 1807, siendo su gobernador D. Pascual Ruiz Huidobro, brigadier de la real armada. (Real Imprenta de Niños Expósitos. 1807)